# Associazione Calcio Villasanta 1949-1950
Questa voce raccoglie le informazioni riguardanti l'Associazione Calcio Villasanta nelle competizioni ufficiali della stagione 1949-1950.

## Rosa
| N. |                   | Ruolo | Calciatore     |
| -- | ----------------- | ----- | -------------- |
|    | Italia (bandiera) | A     | E. Balconi     |
|    | Italia (bandiera) | D     | G. Cappelletti |
|    | Italia (bandiera) | D     | R. Cavalli     |
|    | Italia (bandiera) | C     | S. Dal Col     |
|    | Italia (bandiera) | A     | A. Daverio     |
|    | Italia (bandiera) | A     | Luigi Dodi     |
|    | Italia (bandiera) | P     | Sandro Failoni |
|    | Italia (bandiera) | A     | C. Ferloni     |

| N. |                   | Ruolo | Calciatore        |
| -- | ----------------- | ----- | ----------------- |
|    | Italia (bandiera) | D     | D. Lazzari        |
|    | Italia (bandiera) | C     | F. Orsi           |
|    | Italia (bandiera) | A     | M. Palumbo        |
|    | Italia (bandiera) | A     | L. Sala           |
|    | Italia (bandiera) | A     | Giovanni Sguinzo  |
|    | Italia (bandiera) | C     | A. Teruzzi        |
|    | Italia (bandiera) | A     | Giovanni Zuanazzi |